# Abbas Al-Hajj Hassan
Abbas Al-Hajj Hassan (auch Abbas Hajj Hassan, arabisch عباس الحاج حسن, DMG ʿAbbās al-Ḥāǧǧ Ḥasan; * 15. Januar 1975) ist ein libanesischer Politikwissenschaftler und Journalist. Seit September 2021 ist er Landwirtschaftsminister in der Regierung Nadschib Miqati.
Abbas al-Hajj Hassan, der aus Chaath bei Baalbeck stammt, erwarb den Master in Internationalen Beziehungen und Diplomatie an der Arabischen Universität Beirut im Jahr 2005. Anschließend setzte er sein Studium in Frankreich fort, wo der 2006 einen weiteren Masterabschluss erwarb und 2007 ein vorbereitendes Universitätsdiplom zur Erlangung einer Promotion über die Wasserkrise im Libanon und die israelischen Ambitionen in diesem Bereich an der Universität Perpignan erhielt. Den Doktortitel in Politikwissenschaft und Internationale Beziehungen erwarb er 2013 an der Universität Toulouse-I. Er hat auch als Journalist für viele Fernsehsender gearbeitet, darunter den Nachrichtensender France 24.
Al-Hajj Hassan gehört der schiitischen Bevölkerungsgruppe an, steht der Hisbollah nahe und wurde von der Amal-Bewegung vorgeschlagen.